# Alsėdžiai
Alsėdžiai és un petit poble del districte municipal de Plungė. Està a prop del riu Sruoja, a 20 km de Plungė.
Stanisław Narutowicz, un dels signants de l'Acta d'Independència de Lituània i el germà del primer president de Polònia Gabriel Narutowicz està enterrat al cementiri del poble.
A partir de 2001, viuen en aquesta ciutat 956 habitants.

## Història

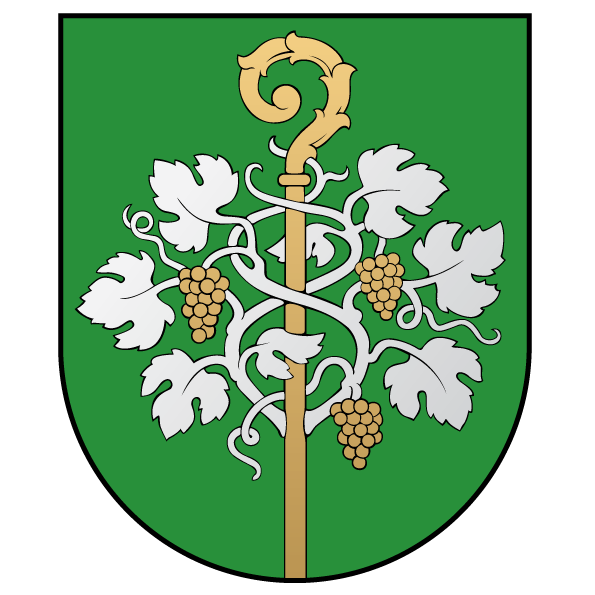
Escut d'armes d'Alsėdžiai

Un assentament de tribus bàltiques es diu que van ocupar el territori de l'actual ciutat i que van existir a la regió a començaments del Mesolític.